# Ложное искушение
«Ложное искушение» (англ. The Good Shepherd) — американский художественный фильм в жанре драматического триллера, поставленный режиссёром Робертом Де Ниро. Фильм повествует о шпионаже во времена холодной войны между СССР и США.
Премьера фильма состоялась 22 декабря 2006 года.
При бюджете в 80 млн долларов фильм собрал в прокате свыше 100 млн долларов.

## Сюжет
Действие протекает в нескольких временных периодах, выстраивающихся в историю жизни Эдварда Уилсона.
1961 год. Спецслужбы США планируют высадку в заливе Свиней на Кубе с целью свержения режима Кастро.
Высокопоставленный сотрудник ЦРУ Эдвард Уилсон по дороге на работу под видом размена получает долларовую банкноту, номер которой является ключом. Но кто направил купюру и что она означает — пока не ясно.
Операция в заливе Свиней проваливается по причине утечки информации. Президент Кеннеди требует провести расследование и наказать виновных. Уилсон находится под подозрением — об этом он узнаёт от своего давнего знакомого, высокопоставленного агента ФБР Сэма Мюрака. От него же Уилсон получает доступ к информации о том, что глава ЦРУ Филипп Аллен имеет на счетах в Швейцарии несколько миллионов долларов… Уилсону подбрасывают аудиозапись, на которой слышны голоса мужчины и женщины, уговаривающей довериться ей, а также фотография их любовного свидания в отеле. Однако, что это означает, также пока не ясно.
1939 год. Студент Йельского университета Эдвард Уилсон вступает в тайное общество «Череп и кости», выходцы из которого традиционно входят в американскую политическую и финансовую элиту. Принося присягу верности, он, следуя обычаю, должен рассказать своим новым братьям тайну, которую никому до того момента не доверял: для Эдварда это — правда о смерти его отца, адмирала, который на самом деле не погиб в результате несчастного случая при чистке оружия, а совершил самоубийство. 6-летний Эдвард, первый нашедший тело отца, забрал из его руки предсмертное письмо, единственное доказательство того, что выстрел был не случайным… После церемонии посвящения Ричард Хейс, один из старших членов братства из богатой и влиятельной семьи, сообщает Уилсону, что от своего отца знает о деле адмирала: стоял вопрос о назначении его на должность военно-морского министра, но возникли сомнения в его лояльности действующему правительству. Хейс спрашивает Уилсона, что было в предсмертной записке. Уилсон отвечает, что не читал её.
Пунктуальный и педантичный, немногословный, но тем не менее увлекающийся музыкой и литературой, моделированием кораблей и спортом, Эдвард — один из лучших представителей своего класса: богатых WASP («восп», «басп» — белых англосаксонских протестантов). Конфликт строится вокруг желания Эдварда доказать самому себе верность и лояльность принципам и идеалам страны и своего круга, зачастую — ценой интересов близких ему людей и своего личного счастья.
1961 год. Ричард Хейс, бывший однокашник по Йелю, а теперь старший коллега по работе в ЦРУ приходит к Эдварду Уилсону и говорит, что они оба под подозрением как виновники провала операции в Заливе Свиней. Эдвард, владеющий информацией от Мюррока, отказывается разговаривать с Хейсом на эту тему.
1939 год. В Йеле Уилсон посещает литературный кружок профессора Фредерикса. Профессор оказывает Эдварду знаки внимания, похожие на гомосексуальное ухаживание. Так же профессор со всей очевидностью является агентом влияния нацистской Германии в Йеле. Для того, чтобы произвести впечатление на Эдварда, Фредерикс выдает чужое стихотворение за своё собственное, но в силу обстоятельств Эдвард узнаёт о плагиате. К Уилсону в первый раз приходит агент ФБР Сэм Мюрак, ссылается на рекомендации членов братства «Черепов» и, взывая к долгу перед своей страной, просит Эдварда помочь в получении компрометирующих профессора Фредерикса сведений. Эдвард добывает нужные доказательства, и профессор, чтобы избежать скандала, вынужден подать в отставку, покинув не только Йель, но и США. Когда Фредерикс на прощание упрекает Эдварда в предательстве, тот отвечает, что сам Фредерикс, присвоив чужое стихотворение, предал его как учитель ученика.
В это же время в Йеле Эдвард встречает глухую студентку Лору, у него возникает серьёзное чувство к ней.
1940 год. Однокашник Уилсона Джон Рассел приглашает Эдварда на годовое собрание «Черепов» нескольких поколений, которое проходит в поместье его семьи, представляет Эдварда своему отцу-сенатору, а также Филиппу Аллену и генералу Салливану, который делает Уилсону предложение работать на спецслужбы США. Эдвард польщён доверием, которое ему оказывают. Ещё одним новым знакомством становится сестра Джона, красавица Маргарет Рассел, которая решительно соблазняет Эдварда.
Вскоре Джон Рассел сообщает, что Маргарет беременна и все ждут, что Эдвард поступит «как полагается». Эдвард вынужден оставить Лору и жениться на Маргарет, чтобы не допустить скандала в «своем кругу».
Прямо во время свадебного торжества Эдвард получает приглашение от генерала Салливана на работу в Лондонском отделе Управления стратегических служб США. Через неделю, оставив нелюбимую молодую жену, Эдвард отправляется в Лондон. Там он встречает Фредерикса и узнаёт, что тот был сотрудником не немецкой, а американской разведки и работал с генералом Салливаном, по заданию которого проводил в Йеле операцию по выявлению «неблагонадежных» среди преподавателей и студентов посредством провокации. Высылка Фредерикса явилась результатом несогласованной работы между двумя конкурирующими службами — ФБР и разведки. Профессор и Эдвард теперь работают вместе. Так же в Лондоне Эдвард начинает сотрудничать с Рэем Брокка. Несмотря на сложное начало их взаимоотношений, Брокка становится его верным помощником на многие годы. Фредерикс учит Уилсона навыкам работы разведчика. Кроме того Уилсон знакомится с Арчем Каммингсом и встречает со старым знакомым по Йелю и «Черепам» Ричардом Хейсом. Они сообщают Уилсону, что Фредерикс, который действительно является гомосексуалом, уязвим через эту слабость, а вместе с ним уязвима и вся организация. Хейс и Каммингс поручают Уилсону разобраться с Фредериксом. Профессор понимает, что именно Эдвард должен «затянуть шнурок», однако не оказывает сопротивления и лишь делится напоследок грустными мыслями о сути профессии шпиона. Фредерикса убивают на глазах у Эдварда.
1945 год. Уилсон, который за все годы войны ни разу не был дома, оказывается в послевоенном Берлине. Он и Рэй Брокка работают с Филиппом Аленом, участвуя в противостоянии спецслужб бывших союзников по коалиции. В борьбе за технологическое превосходство и те, и другие охотятся за учёными разных национальностей, используемыми ранее нацистами. В этот период работы Эдвард впервые сталкивается с советским агентом под псевдонимом «Улисс» (Штефанко). Два агента встречаются и приходят к соглашению: Советы получают учёных-нацистов и учёных славянского происхождения, а США — учёных-евреев.
Между «Улиссом» и Эдвардом (которому советские разведчики присвоили кличку «Мамочка») завязывается что-то вроде профессиональной связи, основанной на взаимном уважении двух непримиримых врагов.
Новая сотрудница Эдварда — переводчица-немка Ханна Шиллер. Ханна глухая и носит такой же аппарат, как когда-то носила Лора. Однажды, разговаривая по телефону с сыном, Эдвард узнаёт от него, что мама встречается с другим мужчиной. После этого случая Эдвард принимает приглашение Ханны поужинать у неё дома, а потом становится близок с ней. Однако он обнаруживает, что Ханна лишь притворяется глухой и может слышать без аппарата… Он понимает, что ему подсунули Ханну, и те, кто сделал это, знают даже о его студенческом романе и особом отношении к женщине, носящей слуховой аппарат. Уилсон отдаёт приказ убрать Ханну, несмотря на их связь. Фальшивый слуховой аппарат люди Эдварда подкидывают «Улиссу» в чайник с чаем — его сотрудница раскрыта и уничтожена.
1946 год. Уилсон возвращается домой, где впервые видит своего сына Эдварда-младшего. Маргарет признаётся Эдварду в супружеской неверности. Он так же признаёт, что у него была «одна ошибка». Супруги пытаются сохранить брак, оставаясь при этом чужими людьми.
В дом к Уилсонам приезжает генерал Салливан, и Эдвард получает новое предложение — принять участие в создании службы внешней разведки (в последующем — ЦРУ).
1947 год. Уилсон работает в ЦРУ под началом Аллена. Свою деятельность на новом поприще Эдвард начинает с операции в одной из стран Центральной Америки, где русские также укрепляют своё присутствие. Противодействие американцам постоянно оказывает некая сила, за которой Уилсон угадывает работу «Улисса». Эдвард организует срыв планов русских, провоцируя гибель кофейных плантаций из-за заброшенных под руководством американских агентов полчищ саранчи. В ответ «Улисс» присылает ему банку с кофе, в которой он обнаруживает палец исполнившего операцию агента с кольцом выпускника Йеля. Эдвард связывается с «Улиссом» и договаривается с ним о прекращении противостояния. Эдвард-младший случайно слышит разговор отца.
Семейная жизнь у четы Уилсонов не складывается. По сути Эдвард живёт с Маргарет только ради сына. Жена начинает пить, не понимая, почему они несчастливы. Сын становится свидетелем скандалов между родителями.
Эдвард продолжает поддерживает связь с агентом ФБР Сэмом Мюраком. Он подозревает, что удачно начатая операция по забросу саранчи, окончилась посылкой пальца в банке не в результате совпадения, а предательства. Уилсон просит Мюрака добыть досье ФБР на Филиппа Аллена. Мюрак приступает к делу, по-прежнему пользуясь противостоянием шефа ФБР Гувера с разведкой. Таким образом, задолго до провала операции в Заливе свиней Эдвард начинает подозревать своего начальника, шефа ЦРУ.
1961 год. Эдвард изучает полученные от Мюрака сведения о швейцарских счетах Аллена. Неожиданно сам Аллен приходит к Уилсону и заводит разговор о провале операции в Бухте Свиней. Эдвард отказывается обсуждать с шефом свои подозрения относительно виновного в утечке.
1953 год. Некий офицер КГБ сообщает по секретному каналу связи ЦРУ, что хочет получить убежище в США, готов сообщить сведения о последних провалах и «Улиссе», но хочет работать именно с Эдвардом Уилсоном. Эдвард проверяет предварительные сведения агента, убеждается, что тот действительно владеет информацией об «Улиссе» и даёт ему гарантии. Агентом оказывается некий Валентин Миронов. Несмотря на то, что Уилсон имеет подозрения, что это не настоящий офицер КГБ Миронов, а засланный самим «Улиссом» агент-провокатор, он решает использовать информацию от перебежчика, в частности, о спонсировании Советами кубинских повстанцев под предводительством Фиделя Кастро.
К Уилсону обращается Арч Каммингс, который получил от Филиппа Аллена разрешение так же поработать с Мироновым. Арч дарит Миронову издание «Улисса» Джеймса Джойса как намёк на его «коллегу» с другой стороны железного занавеса. Эдвард рад новой встрече со своим товарищем по работе во времена Битвы за Британию.
1958 год. Эдвард и Каммингс продолжают работать с Мироновым. Однажды все трое идут на Бродвей в театр на постановку «Вишнёвого сада». В зале Эдвард видит Лору и осознаёт, что чувства к ней не умерли. Они начинают встречаться.
Аллен интересуется у Эдварда, не собирается ли его сын, Эдвард-младший, избрать ЦРУ в качестве места работы в будущем.
Маргарет Уилсон получает конверт с тайно сделанными снимками, на которых запечатлены её муж и Лора. Она закатывает прилюдный скандал, Эдвард осознает, что люди «Улисса» продолжают следить за ним и решает прекратить встречи с Лорой, потому что это делает его уязвимым. Брак с Маргарет он сохраняет. Эдвард-младший считает, что ответственность за несчастья матери лежат на отце.
1960 год. Сенатор Кеннеди ведёт президентскую кампанию, Уилсон продолжает работать с перебежчиком Мироновым. Неожиданно в Восточной Европе объявляется человек, называющий себя агентом КГБ Валентином Мироновым. Он утверждает, что предыдущий перебежчик является провокатором «Улисса» по имени Юрий Модин, залегендированного в качестве Валентина Миронова. Нового перебежчика пытают, подозревая в нём агента «Улисса», который должен подорвать доверие к сведениям, полученным от Миронова. После избиений и унижений перебежчик кончает с собой, выбросившись из окна. Уилсон продолжает работать с Мироновым.
Эдвард навещает повзрослевшего сына, который в Йельском университете также вступает в общество «Череп и кости». Уилсон-младший уже имеет предложение стать агентом ЦРУ. Маргарет категорически против этого. Между супругами происходит ссора, в ходе которой жена обвиняет Эдварда в том, что он не любит собственного ребёнка, если отправляет его работать в организацию, которая его самого сделала своим рабом. Эдвард задет за живое и в порыве скандала говорит, что любит своего сына больше всего на свете, что он даже женился на ней ради него, хотя никогда её не любил. Он обещает жене не спускать глаз с их сына.
В Нью-Йорке Уилсон по наводке всё того же агента ФБР Сэма Мюрака встречается с мафиозным лидером Джозефом Пальми, лишившимся из-за революции на Кубе казино и отелей. Его собираются выслать, так как он не урождённый, а натурализованный американец итальянского происхождения. Уилсон предлагает сделку: он добивается пересмотра дела Пальми в обмен на связи последнего на Кубе — это делается в рамках подготовки операции в заливе Свиней.
Эдвард-младший случайно слышит разговор между Алленом и Уилсоном по поводу места планируемой высадки. Эдвард-старший, обнаружив это, требует от сына молчать. Маргарет принимает решение освободить мужа и вернуться к матери. Уилсон остается один…
1961 год. Эдвард продолжает расследовать утечку информации о проваленной операции. По предположению сотрудников Уилсона информация была передана в Конго — республике, где сильно влияние Советов. Эдвард отправляется в Конго и находит номер в отеле, где происходило свидание между мужчиной и женщиной. В этом номере он обнаруживает подарок своему сыну, Эдварду-младшему, миниатюрный корабль в стеклянном сосуде, который сделал своими руками.
Прихода Уилсона ждёт «Улисс» — он знал, что рано или поздно его коллега вычислит предателя. Оказывается, любимая Эдвардом-младшим девушка-конголезка оказалась советским агентом. «Улисс» предлагает оказать своему старому «заклятому другу» услугу: спасти репутацию его сына (а заодно и отца), но тем самым Эдвард окажется на крючке у советских спецслужб. Уилсону предстоит выбрать, что ему дороже — его страна или его сын.
Он сообщает Эдварду-младшему, что тот связался со шпионкой, но тот не верит отцу, и собирается жениться на ней, день свадьбы назначен.
Пытаясь разобраться в происходящем Эдвард неожиданно раскрывает игру «Улисса» и понимает, что Валентин Миронов всё-таки двойной агент. Так же Эдвард вскрывает предательство своего коллеги Арча Каммингса, который давно работает на Советы и все эти годы являлся связником фальшивого Миронова. Но Арч Каммингс успевает сбежать.
Уилсон снова идёт на прямой контакт с «Улиссом». Теперь они разговаривают на равных. Эдвард отказывается от работы на Советы, понимая, что «Улисс» всё равно не выдаст Эдварда-младшего, так как погубив обоих Уилсонов, лишится надёжного и влиятельного контакта в ЦРУ для решения щекотливых вопросов.
Агенты договариваются сбросить разыгранные карты. По соглашению между ними от невесты Эдварда-младшего избавляются: Уилсону не нужен предатель в семье, «Улисса» больше не нуждается в раскрытом агенте. На прощание подручный «Улисса» под предлогом размена просит у Эдварда доллар. Таким образом агенты общаются друг с другом: доллар, полученный в начале фильма — сигнал о предстоящей встрече.
Возлюбленная Эдварда-младшего исчезает по дороге на собственную свадьбу (её выбрасывают из самолёта люди «Улисса»). В день бракосочетания Уилсон встречается с Маргарет в церкви. Когда становится ясно, что невеста пропала, Маргарет понимает, что за всем этим стоит ЦРУ. Сын говорит отцу, что девушка ждала ребёнка…
Информация, полученная от агента ФБР Сэма Мюрака о тайных счетах Филиппа Аллена, помогает Эдварду Уилсону вынудить Филиппа Аллена взять на себя политическую ответственность за провал высадки в Заливе Свиней и уйти в отставку. На освободившийся пост назначают Ричарда Хейса. Понимая, что за отставкой Аллена стоит Уилсон и его таинственные связи с самыми разными людьми, Хейс предлагает Эдварду стать новым шефом подразделения контрразведки. В глазах окружающих Уилсон — воплощённый дух ЦРУ.
Утром в день начала работы на новой должности один в пустом доме, где когда-то он жил с женой и сыном, Эдвард Уилсон достает то самое предсмертное письмо своего отца. Он спрятал его почти 40 лет назад, но вскрывает только сейчас: в нём он читает отцовское признание в собственной слабости и справедливости подозрений против него, а также наказ Эдварду быть хорошим мужем и отцом, делать в жизни то, что тот любит, и не допускать слабости… Эдвард Уилсон отправляется в Управление и получает ключи от нового кабинета — он выполнил завет отца по крайней мере в том, что слабости ему удалось избежать.

## В ролях
| Актёр           | Роль                                                                         |
| --------------- | ---------------------------------------------------------------------------- |
| Мэтт Деймон     | Эдвард Уилсон (прототип — Джеймс Хесус Энглтон)                              |
| Анджелина Джоли | Маргарет Уилсон (урождённая Расселл)                                         |
| Алек Болдуин    | Сэм Мюрак                                                                    |
| Билли Крудап    | Арч Каммингс (прототип — Ким Филби)                                          |
| Роберт Де Ниро  | генерал Билл Салливан (прототип — Уильям Донован)                            |
| Уильям Хёрт     | Филип Аллен (прототип — Аллен Даллес)                                        |
| Майкл Гэмбон    | доктор Фредерикс                                                             |
| Олег Штефанко   | Стас Сиянко / Улисс (в титрах Oleg Stefan)                                   |
| Тэмми Бланчард  | Лора                                                                         |
| Тимоти Хаттон   | Томас Уилсон                                                                 |
| Джо Пеши        | Джозеф Пальми (прототипы — Сэм Джанкана и Санто Траффиканте)                 |
| Джон Туртурро   | Рэй Брокко                                                                   |
| Эдди Редмэйн    | Эдвард Уилсон-мл. в юношестве                                                |
| Гэбриел Махт    | Джон Расселл-мл.                                                             |
| Джон Сешнс      | Валентин Миронов №1 / Юрий Модин (прототипы — Анатолий Голицын и Юрий Модин) |
| Марк Иванир     | Валентин Миронов №2 (прототип — Юрий Носенко)                                |
| Мартина Гедек   | Ханна Шиллер                                                                 |

## Производство
Первоначальный сценарий фильма был написан Эриком Ротом для Фрэнсиса Форда Копполы. После того как Рот завоевал премию «Оскар» за сценарий к фильму «Форест Гамп», он обратился к интриговавшей его теме ЦРУ, вдохновлённый книгой Нормана Мэйлера «Тень блудницы» (англ. Harlot's Ghost).
Подбор актёров
На роль Эдварда Уилсона изначально Роберт Де Ниро предполагал Леонардо Ди Каприо, однако тот не мог принять участия в съёмках из-за своего рабочего графика, и Де Ниро обратился к Мэтту Деймону, который немедленно дал согласие.
Анджелина Джоли также сразу выразила интерес к фильму и к своей роли, а Джо Пеши снялся в фильме после восьмилетнего перерыва в своей актёрской карьере.
Съёмки
Съёмки картины начались в августе 2005 года и завершились в январе 2006 года в Нью-Йорке.
Большая часть съёмок прошла в Доминиканской республике.

## Оценки
Редактор сайта RogerEbert.com кинокритик Джим Эмерсон подверг критике работу Роберт Де Ниро как режиссёра, оценив фильм на две звезды из четырёх и резюмировав: «Если вы считаете, что операция Джорджа Тенета из ЦРУ — это провал, то вы ничего не знаете о провалах, пока не увидите вялый и неубедительный фильм Де Ниро из истории этого ведомства».